# Sabor u Baselu-Ferrari-Firenci
Sabor u Baselu-Ferrari-Firenci bio je ekumenski sabor biskupa i ostalih velikodostojnika Katoličke Crkve. Počeo je 1431. u Baselu, a kasnije je postao poznat kao Sabor u Ferrari nakon što je papa Eugen IV. ukazom odredio da se nastavi u Ferrari. Sabor se godine 1439. preselio u Firenzu zbog prijetnje kuge i financijske podrške dinastije Medici. 
Prvotna lokacija u Baselu odražavala je želju reformski nastrojenih sudionika, da se sretnu izvan teritorija Papinske države, Svetoga Rimskog Carstva ili kraljeva Aragona i Francuske, čiji se utjecaj nastojao izbjeći. Ambrogio Traversari nazočio je Bazelskom saboru kao legat pape Eugena IV.
Sabor se sazvao u periodu, kada je saborijaristički pokret bio jak, a papinski autoritet slab. Pod pritiskom zahtjeva za crkvenu reformu papa Martin V. odobrio je ukaz Sabora u Konstanzu 1417., kojim se papinstvo obvezalo da periodički saziva sabore. Na isteku prvog roka određenog tim ukazom, papa Martin V. postupio je u skladu s njim i sazvao sabor u Paviji. Zbog epidemije na tom području sabor se gotovo odmah preselio u Sienu i raspustio zbog još uvijek potpuno nerazjašnjenih okolnosti-upravo u trenutku kada je počeo raspravljati o reformama 1424. godine.
Sljedeći je sabor sazvan tek nakon sedam godina 1431. Martin V. sazvao ga je u Baselu i kao predsjedatelja odredio kardinala Juliana Cesarinija, vrlo štovanog prelata. Sam je Martin, međutim, umro prije otvaranja sabora.
Sabor se raspadao i selio nekoliko puta. Reformatori su smanjivali ovlasti pape i sebe proglašavali višim autoritetom. Jedna je frakcija izabrala protu-papu, koji je sebe deset godina predstavljao kao pravog papu. Sabor je uspješno izglasao sjedinjenje s Istočnim Crkvama. Usuglašeni su stavovi o papinskom primatu, čistilištu i spornoj riječi filioque Nicejskog vjerovanja. Ukaz je međutim, odbačen u Bizantu i drugim pravoslavnim područjima, pa tamo nije zaživio.